# Morze Trolli
Morze Trolli (tytuł oryg. The Sea of Trolls) – pierwszy tom trylogii fantasy amerykańskiej pisarki Nancy Farmer. Kontynuacją powieści jest Dziki ogień wydany w Polsce w lutym 2008 roku.

## Bohaterowie
- Jack – jedenastoletni chłopak ze wsi, syn Gilesa Kuternogi. Wybrany przez barda na ucznia, został uprowadzony przez wikingów. Dzięki swojej zaradności i umiejętnościom przeżywa wśród żądnych krwi berserkerów. Razem z Thorgil pił ze studni Mimira. Uzdolniony śpiewak, często nie wiedział jakie przyzywał moce za pomocą magii.
- Lucy – pięcioletnia siostrzyczka Jacka. Dzięki swojej niezwykłej urodzie nie sprzedano jej na targu niewolników. W niewoli u królowej Frith popadła w szaleństwo, z którego wyciągnął ją jej brat.
- Smoczy Język – w wiosce Jacka był bardziej znany jako bard. Staruszek, w ciele kruka pomagał nieświadomemu temu Jackowi. Mentor chłopca, surowy, jeden z najpotężniejszych bardów na świecie.
- Giles Kuternoga – ojciec Jacka i Lucy. Rozgoryczony kulawy mężczyzna, którego największym marzeniem było zostać mnichem. Zapatrzony w córkę, często opowiadał jej baśnie, w których mała była zaginioną księżniczką. Gorliwy chrześcijanin.
- Olaf Jednoberwy – berserker, dowódca okrętu. Ojciec dwanaściorga dzieci i mąż Heide, Lotti i Dotti. Chociaż był porywaczem i oprawcą Jacka i Lucy z czasem się do nich przywiązał. Zginął w walce z potężnym niedźwiedziem w Jotunheimie.
- Thorgil – dwunastolatka, córa miecza. Marzyła o śmierci w bitwie i dostaniu się do Walhalli. Córka bersekera Thorgrima i saskiej niewolnicy Allysson. Matka nadała jej imię Jill, którego nie uznawała. Po wypiciu wody ze studni Mimira nie mogła wpaść w szał berskra, układała poezję a po skosztowaniu krwi smoka rozumiała mowę ptaków.
- Runa – skald, który postradał głos w bitwach. Ułożył wiersz o Olafie, który wygłosił Jack. Odzyskał pełnię głosu po wypiciu paru łyków wody ze studni Mimira przyniesionych przez wdzięcznego chłopaka.
- Ivar bez Kości – postać historyczna, król. Do czasu małżeństwa z Frith był uznanym władcą. Ukazany jako przerażający mężczyzna, noszący płaszcz z bród pokonanych wrogów. Po ślubie podporządkował się całkowicie Frith.
- Frith – półtrollka, zmiennokształtna. Mogła dowolonie zmieniać swoją postać z wyjątkiem włosów, na których punkcie była przeczulona. Będąca na granicy dwóch światów, nienawidziła praktycznie wszystkiego. Mściła się na bardzie ze względu na śmierć swojej siostry, też półtrollki. Z winy Jacka straciła włosy. Podczas rytuału ich przywracania, zachłanna królowa zmieniła się we włochatego potwora. Prawdopodobnie zginęła, topiąc się w bagnie.
- Królowa Gór – władczyni trollów, matka Frith, Fonn i Forath. Zakochana w Olafie Jednobrewym. Posiadała harem trolli.
- Fonn – trollka, córka Królowej Gór. Uprzejma, wesoła, zajmowała się Jackiem w czasie jego choroby.
- Forath – trollka, córka Królowej Gór. Miała problemy z ludzką mową, rozumiała za to mowę wielorybów. Cicha, melancholijna.
- Dotti i Lotti – żony Olafa, przedstawione jako radosne, miłe kobiety.
- Heidi – trzecia i główna żona Olafa, wieszczka. Laponka, poznała Olafa, gdy ten handlował futrami. Powszechnie szanowana, w niektórych budziła przerażenie.
- Skakki – syn Heide i Olafa, rozsądny szesnastoletni chłopak.
- Brudne Gacie, Świński Ryj, Brzydal i Brzydula – niewolnicy Olafa.
- Norny – tajemnicze istoty, ukazały Jackowi i Thorgil Studnię Mimira.
- Mężne Serce – kruk towarzyszący Jackowi na ziemi wikingów. W rzeczywistości był to bard w postaci zwierzęcia.
- Złota Szczecina – knur pochodzący z Jotunheimu.
- Mnich – jeniec ze Świętej Wyspy, sprzedany Piktom.
- Rębajło, Wilcze Łyko, Wiedźma, Siekacz – psy królewskie, przyjaciele Thorgil.
- Maeve – wilczyca, która wykarmiła Thorgil. Razem z Allysson zginęła na stosie pogrzebowym Thorgrima.
- Chmurna Grzywa – koń pochodzący z Krainy Elfów.

## Treść
Akcja powieści rozpoczyna się w 793 roku, w czasie wzmożonej ekspansji chrześcijaństwa. Młody chłopak imieniem Jack został przyjęty na naukę przez miejscowego barda. Chłopiec początkowo nie otrzymywał żadnych nauk, jedynie biegał po wzgórzach poznając siłę życiową. Dopiero gdy zjawa dosiadana przez Frith zaatakowała barda, chłopak dowiedział się czegoś więcej. W czasie ataku potwora chłopiec dotknął barda, niszcząc tym samym swoistą barierę ochronną. Od tej pory chłopiec doznawał dużo głębszych i potężniejszych wrażeń, na co według mentora był stanowczo za młody. By ochronić ucznia, podarował mu runę ochronną.
Pewnego dnia chłopiec, zbierając trąbiki na wybrzeżu, znalazł rzeźbioną skrzynię. Bard w jej wnętrzu znalazł świeży mirt – roślinę pomagającą wpaść w szał berserkera. Wspólnie namówili wieśniaków by ukryli się w lesie wraz z dobytkiem, a sam wraz z uczniem tworzył mgłę mającą skryć wioskę przed berserkerami. Jednakże jeszcze tego samego dnia rodzice Jacka wrócili do domu ze względu na rozkapryszoną córeczkę Lucy. Do wioski dotarła wieść o zniszczeniu Świętej Wyspy. Parę dni później Lucy i Jack wpadli w ręce wikingów.
Jako thrallowie, czyli niewolnicy, dzieci odbyły podróż na statku Olafa Jednobrewego. Dziewczynka należała do młodej wojowniczki Thorgil, wziętej początkowo przez Jacka za chłopaka. Uczeń barda był własnością Olafa. Podczas jednego ze sztormów chłopak poznał zgorzkniałego mnicha ze Świętej Wyspy. Był także świadkiem zamordowania młodej kobiety, która nie wytrzymała trudów podróży. Na targu niewolników chłopak uniknął sprzedania Piktom jedynie dzięki zaprezentowaniu swoich umiejętności wokalnych i skłamaniu jakoby był pełnoprawnym bardem. W czasie kolejnych sztormów uspokajał wiatr, przyzywając mgłę. Opary zniszczyły jednak zapasy żywności więc Olaf Jednobrewy zarządził napad na wioskę Gimzura Łamikciuka. Jack stał na wzgórzu, przypatrując się napadowi – na podstawie tego, co widział, miał ułożyć poemat. Runa, jeden z towarzyszy podróży, zauważył, że chłopak nie umie ułożyć stosownego utworu i zaproponował pomoc: on ułoży wiersz, a Jack go wygłosi. Sam nie mógł mówić pełnią głosu – w jednej z bitew uszkodzono mu krtań. Starzec wiele dni uczył młodego skalda, krytykując nawet najdrobniejsze błędy. W końcu załoga dobiła do portu. Tam Jack spotkał jedynych przyjaciół Thorgil – królewskie psy.
W domu Olafa Jack i Lucy wzbudzili niemałe zainteresowanie, szczególnie u Heidi. Następnego dnia odbyła się uczta z okazji powrotu Olafa do domu. Thorgil, oburzona propozycją Heidi, by zajęła się sprzątaniem po posiłku, uciekła z uroczystości. Wtedy też Jack poznał historię życia młodej wojowniczki, której najbliższą przyjaciółką i niemalże matką była Maeve, suka króla. Dobre traktowanie chłopaka skończyło się wraz z rozpoczęciem następnego dnia – thrallowie wysłali go, by posprzątał chlew. Wśród świń był także trollowy knur, Złota Szczecina. Jack uniknął stratowania tylko dzięki śpiewaniu zwierzęciu piosenek. Po wydostaniu się z chlewa jako skald odmówił pracy przy świniach.
Jakiś czas później cała rodzina prócz Heide, nielubianej przez królową, wybrała się na dwór króla. Pomimo ostrzeżeń wieszczki, wojownik zabrał saskich niewolników. W pałacu królewskim Jack poznał Frith, która jawiła się mu jako najpiękniejsza kobieta na świecie. Król Ivar i jego małżonka przyjęli dary Olafa i razem z wieloma gośćmi wysłuchali poematu Runy w wykonaniu Jacka. Thorgil, która pragnęła zostać berserkerem, nie dopięła celu, chociaż podarowała królowej Lucy srebrny naszyjnik. Władczyni zapragnęła za to Jacka. Olaf odmówił podarowania chłopca, ale pozwolił mu zaśpiewać pieśń pochwalną dla Frith. Jack niechcący pozbawił jednak królową włosów i pięknego wyglądu. Rozwścieczona półtrollka wygnała gości z pałacu.
Następnego dnia Olaf podarował Ivarowi Chmurną Grzywę i wybrał się razem z Jackiem na rozmowę z Frith. Ta zażądała, by chłopiec wybrał się w odwiedziny do jej matki, Królowej Gór, która stosownym zaklęciem mogła przywrócić córce urodę. W zamian zobowiązała się uwolnić Lucy, którą chciała złożyć w ofierze. Załoga Olafa razem z chłopcem i Thorgil popłynęła w drogę. W Jotunheimie przybili do lądu. Od tej pory musieli się strzec, bowiem ludzie w Krainie Trolli byli dużo słabsi na swoich ziemiach i na odwrót. Wędrując po rozległych lasach Thorgil odmawiała kąpieli i innych wygód. Spotkali również trollowego niedźwiedzia, z którym walczył Olaf. Śmiertelnie ranny wojownik ostatkiem sił dobił zwierzę. Jack i Thorgil towarzyszyli mu w ostatnich chwilach życia, by potem podpalić stos pogrzebowy i wyruszyć w dalszą drogę. Dziewczyna ze skręconą kostką opadała z sił i tylko dzięki groźbom i staraniom Jacka szła dalej. Uprowadzeni przez smoka, wydostali się po zabiciu małego smoczęcia, którego krwi Thorgil niechcący skosztowała. Z obrzękiem ust dziewczyna w tajemniczy sposób znała drogę do bezpiecznej doliny. Spędzili tam tydzień by wyruszyć w dalszą wędrówkę. Na granicy wiecznego lodu dzieci spotkały Złotą Szczecinę. Wtedy też Thorgil wyznała, że po walce z małym smokiem zaczęła rozumieć mowę ptaków. Mężne Serce, który wiernie im towarzyszył, tłumaczył słowa knura, które z kolei wojowniczka przekładała Jackowi. W bramie pałacu Królowej Gór wędrowców zaatakował orzeł. Jack z poharatanym ramieniem stracił przytomność.
Chłopak ocknął się w pałacu królowej, pod czujną opieką jej dwóch córek – Fonn i Forath. Odzyskawszy siły, na polecenie królowej zwiedzał jej pałac. Kiedy władczyni zaprosiła do siebie Norny na partię szachów, dzieci zrozumiały, iż to ich jedyna szansa na dostanie się do studni. Tajemnicze kobiety dopuściły je do Yggdrasila, spod którego Jack i Thorgil mieli nabrać wody. Jack, by dostać się do studni, ofiarował swoją runę ochronną towarzyszce, a ona straciła możliwość wpadania w szał berserkera. Po wielu perypetiach (między innymi złapanie w pajęczą sieć), wrócili na statek i odpłynęli w kierunku pałacu Ivara. Tam Jack podał sposób, w jaki królowa mogła odzyskać włosy, jednak jej chciwość ją zniszczyła. Jako potwór wpadła w Trzęsawisko Freyi. Chłopak pozwolił się napić Runie paru łyków wody ze studni, dzięki którym odzyskał głos. Jack i Lucy, korzystając z dobrej woli berserkerów, wrócili do domu, gdzie początkowo ich nie poznano w strojach Ludzi Północy. Uczeń pomógł bardowi zamienić się ciałami z krukiem (dopiero wtedy uświadomił sobie ich zamianę).

## Krytyka
Powieści zarzuca się niezbyt wartką akcję i schematyczność fabuły. W książce brak klasycznego podziału postaci na dobre i złe. Według krytyków wyróżnia się kreacją świata i wykorzystaniem staroangielskich i nordyckich mitów.